# Feria de Todos los Santos de Cocentaina

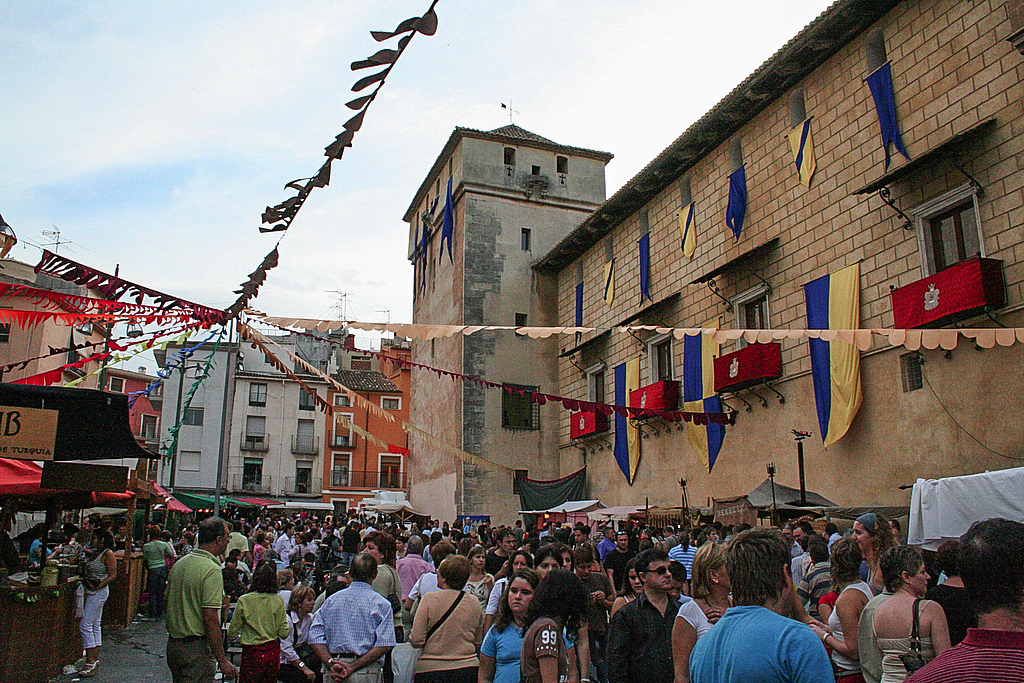
Vista de la Feria

La Feria de Todos los Santos de Cocentaina (conocida en valenciano como Fira de Tots Sants) es una concentración lúdica y comercial que se celebra en la población de Cocentaina (Comunidad Valenciana, España). Fue creada en el año 1346 por privilegio real concedido por Pedro IV de Aragón al conde de Cocentaina, Alfons Roger de LLúria. Es la segunda feria por antigüedad de España.[cita requerida] Actualmente se celebra durante la semana en la que cae el día de Todos los Santos (el 1 de noviembre), y atrae cada año entre 200.000 y 400.000 visitantes en un espacio de 90.000 m².
La feria está dividida en tres espacios. El más importante y tradicional es el de maquinaria agrícola, que hoy en día ocupa la parte central de la Feria; en la que se exponen automóviles, camiones, maquinaria agrícola y de construcción.. Otras zonas de la feria están dedicadas al zoco árabe, mercado medieval, la feria caballar, de animales, atracciones infantiles, etc.

## Orígenes
El día 12 de mayo de 1346, el rey Pedro IV de Aragón, concede a la Villa de Cocentaina a instancias de Alfons Roger de Llúria el privilegio de poder celebrar una feria anual bajo la protección real, a celebrar del 29 de septiembre al 14 de octubre, las dos semanas que solían durar este tipo de ferias medievales.
Desde entonces la Feria de Cocentaina posee una serie de privilegios, uno de ellos es la condición de ser franquicia, cosa que aseguraba la mercancía de los compradores y vendedores durante el viaje de ida a la feria, la vuelta de ella y su estancia en la feria.
Aunque el lugar original de celebración es la plaza de la Villa, en el siglo XV, se trasladó a la cercana plaza del Plà. La situación, se mantuvo en este lugar hasta el siglo XVII.

## La segunda feria
En el año 1457 Alfonso IV de Aragón concede al conde de Cocentaina Ximén Pérez de Corella un nuevo privilegio para la celebración de una segunda feria. Esta feria se celebraría en mayo. Este privilegio está recogido en los Capítulos de Imposiciones de la Villa de Cocentaina, de 1457. Se ha especulado con que este privilegio fue donado por culpa de la deteriorada economía de la villa. No hay ninguna evidencia documental de esta feria, por lo que se piensa que tuvo una vida breve.

## La feria en los siglosXVIIyXVIII
En 1671 se modifican las fechas de celebración, trasladándose a Todos los Santos. En aquel momento, el epicentro de la feria se concentraba en la actual plaza del Plà, aunque los feriantes se fueron dispersando por el centro de la villa, ofreciéndose los productos sobre el suelo o mesas de madera. El Ayuntamiento encargaba a un carpintero la construcción de casetas para la plaza y zonas cercanas al palacio condal. Las paradas se alquilaban cada año por los comerciantes.
En 1743, a instancias del Arzobispo de Valencia, se solicitó la modificación de las fechas de celebración para evitar la coincidencia con la fiesta de Todos los Santos. Aunque el pueblo se opuso, las fechas de celebración se cambiaron para el año siguiente, con resultados malísimos. Para 1745, se volvió a las fechas antiguas.
En 1747 se abolieron los privilegios de la feria, pero se dictó una paulina en la que se exigía su restitución.
En 1755 se produce una importante expansión de la feria, y en 1768 se proclama como la feria más grande del Antiguo Reino de Valencia, según queda recogido en una nota del censo del Conde de Aranda del Archivo de la Real Academia de Historia.
En 1777, el síndico procurador de la Feria de Onteniente, inicia un litígio contra la de Feria de Cocentaina, con el objetivo de que se respeten las fechas establecidas en el privilegio de 1346, porque las actuales fechas perjudicaban los intereses de Onteniente.
En 1778, según documentos de este año, la feria albergaba 370 paradas.
En 1795, después de numerosos pleitos, José Ramón Alegre, representante de Cocentaina en el Consejo de Castilla en Madrid y encargado de la Feria, remite un escrito en el que confirma las fechas tradicionales de la celebración. Desde entonces, se conoce a la feria como Feria de Todos los Santos.

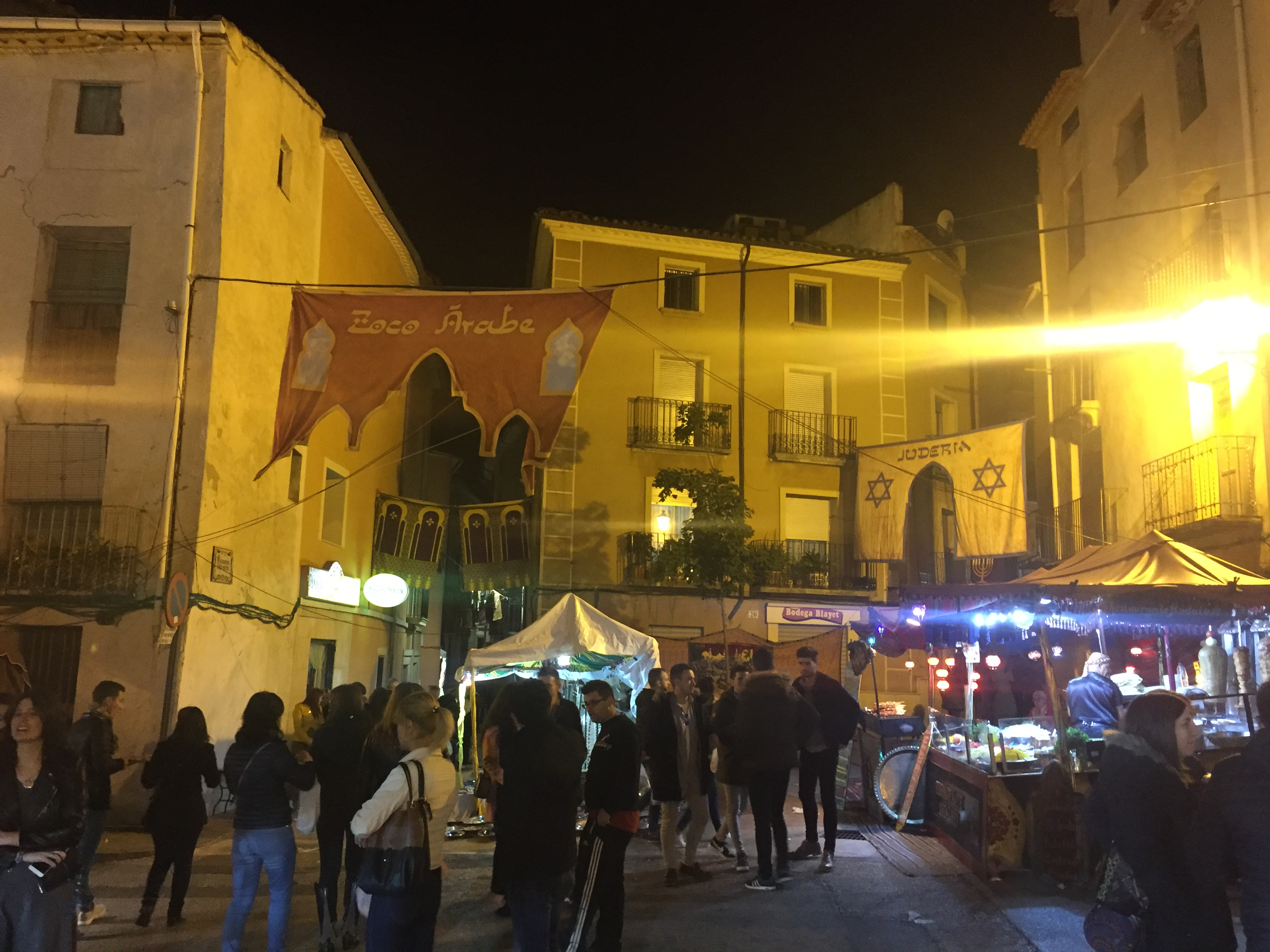
Zoco árabe en la Feria de Tots Sants de Cocentaina

En 1796, la feria se traslada a la plaza del Mercado, lugar donde se ubicaba la feria caballar.

## SigloXIX
En la primera mitad del siglo XIX, la Feria padece una parada motivada por las epidemias, las guerras y las malas cosechas. Hasta el punto en que en 1819, los gastos provocados por el montaje de las casetas provocan que el intendente de Valencia prohíba al Ayuntamiento de Cocentaina su construcción. Finalmente, el conflicto se resuelve con una autorización definitiva por parte del intendente.
Desde 1860, se comenzó a conservar los libros que regulaban la Feria y la administraban. Los libros anteriores, se han perdido.
En 1865, se suspende la feria por orden municipal a causa de un brote de cólera. Dicha medida fue tan impopular que, finalmente, las autoridades confirmaron su celebración anticipándola unos días.
Hacia finales del siglo XIX, se incrementa su importancia, mientras que otras celebraciones parecidas desaparecían gradualmente, absorbidas por el modelo de economía capitalista.

## La feria en la actualidad
A principios del siglo XX, la feria comienza a diversificarse, hasta el punto en el que se junta con la feria de atracciones ubicada en la plaza del Mercado, ubicación que se mantuvo hasta 1967, año en la que se trasladó a la calle de la Cruz. En la plaza del Plà, se monta la feria caballar y de animales, las paradas de productos típicos y juguetes, instaurándose la costumbre de feriar a los niños es decir, regalarles un producto comprado en la feria. Otra tradición, que data de esta época es El Almuerzo de feria, a base de embutidos y sardinas, que se celebra el 1 de noviembre en la plaza del Plà de la Font. Este almuerzo, se intenta recuperar desde 1996.
En los años sesenta, se crea la feria de maquinaria agrícola, que con el tiempo evoluciona hasta una feria de maquinaria agrícola e industrial, aunque poco a poco, se van introduciendo otros elementos como automóviles o cabinas de camiones. Esta sección de la Feria, se ha ubicado desde siempre en la zona del Ensanche (Passeig del Comtat y calles adyacentes), junto a los productos tradicionales, que se ubican en los lugares actualmente nombrados.
En 1973, se edita el primer programa oficial de la Feria, naciendo así el logotipo que se consolidaría como la señal de identidad de la fiesta.
En la década de los ochenta, se incorporan a la Feria una serie de torneos deportivos, el Certamen Coral de la Feria de Todos los Santos y las grandes exposiciones temáticas de carácter bianuales realizadas por el Centro de Estudios Contestanos.
En los noventa, comienzan a realizarse exposiciones de escultura, pintura y bonsáis, así como la Muestra de Pueblos del Comtat de Cocentaina y la Feria de Artesanía, que se trata de una exposición donde el resto de pueblos de la comarca, exponen y venden sus productos típicos. En 1993, se crea la Muestra de Jóvenes Creadores Contestanos. Un año después, se instaura un mercado medieval que se expande por todo el casco antiguo de la Villa.
Otra cita importante, se celebró en 1996, en el 650 Aniversario de la Feria. Este año, se volvió a ampliar la feria, se incorporó la Bienal de Arte Agulló, la Cita del Libro, un mercado árabe en el barrio mudéjar del Raval, la Feria del Aceite de oliva y una representación de la concesión del privilegio de la Feria.
En 2004, la Fira disponía de 54 000 m² de exposición, y esperaba superar el número de 400 000 visitantes en 4 días.
En 2012 la Feria es declarada Fiesta de Interés Turístico Nacional.

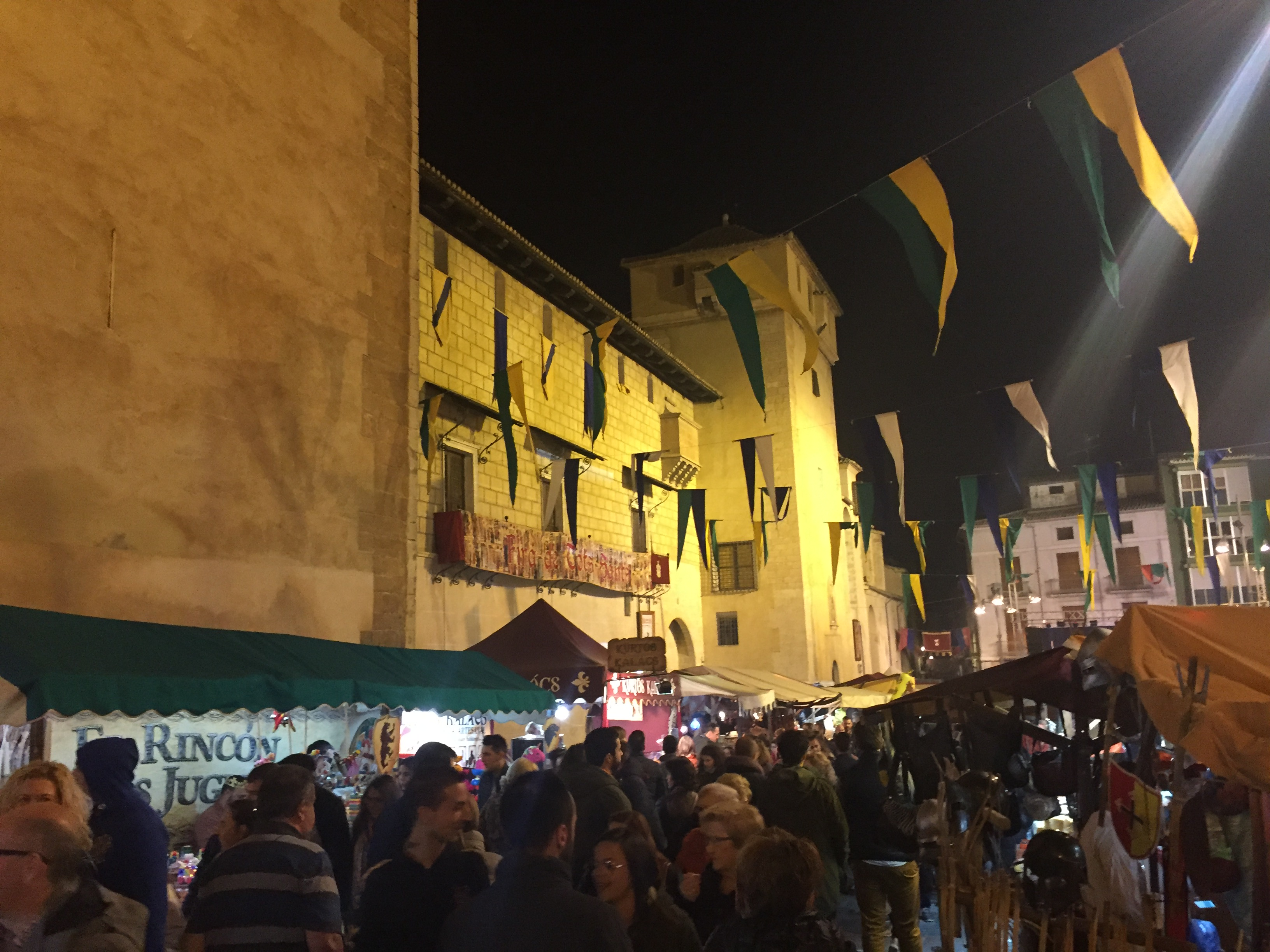
Mercado medieval en la Feria de Tots Sants en Cocentaina

En 2018 la Fira es declarada Bien de Interés Cultural (BIC) Inmaterial.
En abril de 2019 la Fira es declarada Fiesta de Interés Turístico Internacional, siendo el primer certamen comercial de estas características al ser reconocido como Fiesta de Interés Turístico Internacional después de haberse certificado su impacto y relevancia más allá de la Comunidad Valenciana y del territorio nacional. 
A día de hoy la Fira cuenta con una área de sector comercial que se divide en los siguientes sectores:

### Sectores Comerciales
ZONA DE EXPOSICIÓN SUPERFICIE OCUPADA
- Zona comercial / maquinaria: 52 245 m²
- Stands productos varios: 16 500 m²
- Innovación / Tecnología: 1190 m²
- Turismo: 1725 m²
- Sports Outdoor: 825 m²
- Productos típicos: 1200 m²
- Alimentación: 16 000 m²
- Zona Degustación / Gourmet/Food Truck: 3000 m²
- Fira Caballar / Porrat Valencià: 4.900 m²
- Artesanía / Venta Ambulante: 6150 m²
- Medieval: 17 700 m²
- Zoco Árabe: 5000 m²
- Atracciones / zona infantil: 9500 m²

TOTAL: 135 935 m²
TOTAL NÚMERO DE EXPOSITORES:750